# Contea di Wagoner
La contea di Wagoner (in inglese Wagoner County) è una contea dello Stato dell'Oklahoma, negli Stati Uniti. La popolazione al censimento del 2000 era di 57 491 abitanti. Il capoluogo di contea è Wagoner.